# 5-й истребительный авиационный полк ВВС Балтийского флота
5-й истребительный авиационный полк ВВС Краснознамённого Балтийского флота — воинская часть Военно-воздушных сил Краснознамённого Балтийского флота СССР в Великой Отечественной войне.

## История
Полк сформирован в апреле 1938 года в составе ВВС Краснознамённого Балтийского флота на аэродроме Низино под Ленинградом.
Специальная эскадрилья полка участвовала в боях на Халхин-Голе, её начальником штаба был капитан А. К. Антоненко, сбивший в тех боях в составе группы 2 японских самолёта.
Полк в полном составе принимал участие в Зимней войне.
В составе действующей армии во время ВОВ c 22 июня 1941 по 1 мая 1942 года.
На 22 июня 1941 года полк базировался на аэродромах Низино (64 И-16 и 29 МиГ-3) и Ратчино (13 И-15 бис, 7 УТИ-4, 1 УТ-2, 3 УТ-1 и 6 У-2). 25 июня 1941 года получил дополнительно 3-ю эскадрилью 13-го авиаполка, но 26 июня 1941 года 5-я эскадрилья (28 И-15 бис) перебазировалась на Сааремаа (впоследствии в Хаапсалу) и вошла в состав Группы береговой обороны. 12 июля 1941 года перелетела на аэродром Лагсберг под Таллином, и действовала там в основном в интересах 8-й армии.
Полк же с начала войны действовал на подступах к Ленинграду в интересах сухопутных войск, начиная с восточных районов Прибалтики, Псковской области. Вместе с тем, выполнял разведку в районе Нарва — Кингисепп — озеро Самро, так и разведку финских шхер от Выборгского залива. Со второй половине июля 1941 года вылетал с аэродрома в Клопицах под Ленинградом, с 11 сентября 1941 года перелетел в Ленинград.
В августе 1941 года постепенно начал получать истребители ЛаГГ-3 и Як-1, которыми была вооружена 3-я эскадрилья. 1-я и 2-я эскадрилья вплоть до преобразования летали на МиГ-3. В конце декабря 1941 года в полк начали поступать первые «Харрикейны».
В июле-августе 1941 года лётчиками полка сбито 57 самолётов противника.
С сентября 1941 года действует на ближних подступах к Ленинграду и над Финским заливом, прикрывает Кронштадт, участвует в эвакуации Ханко.
В декабре 1941 года в полном составе переключился на прикрытие Дороги Жизни.
По отчётам полка с начала войны до 18 января 1942 совершил 5899 боевых вылетов, провел 389 воздушных боёв, 62 штурмовки войск и аэродромов противника, уничтожил до 1000 солдат и офицеров, 105 самолетов и 55 танков.
18 января 1942 года приказом Наркома ВМФ № 10 «за проявленную отвагу в воздушных боях с немецко-фашистскими захватчиками, за стойкость, мужество, дисциплину и организованность, за героизм личного состава» преобразован в 3-й гвардейский истребительный авиационный полк ВВС КБФ.

## Подчинение
| Дата       | Флот                            | Армия | Корпус | Дивизия (бригада)                               | Примечания |
| ---------- | ------------------------------- | ----- | ------ | ----------------------------------------------- | ---------- |
| 22.06.1941 | Краснознамённый Балтийский флот | —     | —      | 61-я истребительная авиационная бригада ВВС КБФ | —          |
| 01.07.1941 | Краснознамённый Балтийский флот | —     | —      | 61-я истребительная авиационная бригада ВВС КБФ | —          |
| 10.07.1941 | Краснознамённый Балтийский флот | —     | —      | 61-я истребительная авиационная бригада ВВС КБФ | —          |
| 01.08.1941 | Краснознамённый Балтийский флот | —     | —      | 61-я истребительная авиационная бригада ВВС КБФ | —          |
| 01.09.1941 | Краснознамённый Балтийский флот | —     | —      | 61-я истребительная авиационная бригада ВВС КБФ | —          |
| 01.10.1941 | Краснознамённый Балтийский флот | —     | —      | 61-я истребительная авиационная бригада ВВС КБФ | —          |
| 01.11.1941 | Краснознамённый Балтийский флот | —     | —      | 61-я истребительная авиационная бригада ВВС КБФ | —          |
| 01.12.1941 | Краснознамённый Балтийский флот | —     | —      | 61-я истребительная авиационная бригада ВВС КБФ | —          |
| 01.01.1942 | Краснознамённый Балтийский флот | —     | —      | 61-я истребительная авиационная бригада ВВС КБФ | —          |

## Командиры
- Душин, Алексей Захарович, капитан, с 11.39 - до 05.41
- Кондратьев, Пётр Васильевич, подполковник, с 10.1941 - 18.01.1942;
- Никитин, Николай Михайлович, майор, подполковник, до мая 1944;

## Отличившиеся воины полка
| Награда | Ф.И.О.                        | Должность                        | Звание            | Дата награждения       | Примечания |
| ------- | ----------------------------- | -------------------------------- | ----------------- | ---------------------- | --- |
|         | Багрянцев, Михаил Иванович    | командир звена                   | старший лейтенант | —                      | 19.07.1941 совершил таран над Уторгошем |
|         | Борисов, Иван Дмитриевич      | помощник командира эскадрильи    | старший лейтенант | 07.02.1940 (посмертно) | — |
|         | Мартыщенко, Михаил Гаврилович | лётчик                           | старший лейтенант | —                      | 24.07.1941 совершил таран |
|         | Митин, Николай Иванович       | заместитель командира эскадрильи | старший лейтенант | —                      | 16.07.1941 совершил таран над Сольцами |
|         | Никитин, Николай Михайлович   | командир эскадрильи              | капитан           | 13.10.1941             | В воздушных боях в районе Ново-Лисино и Дудергоф лично и в паре сбил два Ю-88 и в составе звена He-126. 21.09.1941 в воздушном бою в районе Низино был сбит, получил ожоги, но сумел выпрыгнуть на парашюте и на следующий день вернулся в полк. |